# WVC 1
WVC 1 - World Vale Tudo Championship 1 foi o primeiro evento do World Vale Tudo Championship. O evento foi realizado no dia 14 de Agosto de 1996, no Tokyo Bay NK Hall